# دانيال كليري
دانيال كليري هو لاعب هوكي جليد كندي، ولد في 18 ديسمبر 1978 في كربونير ‏ في كندا.

## وصلات خارجية
- دانيال كليري على موقع دوري الهوكي الوطني (الإنجليزية)
- دانيال كليري على موقع قاعة مشاهير الهوكي (لاعب أن.إتش.أل) (الإنجليزية)
- دانيال كليري على موقع EliteProspects.com (الإنجليزية)
- دانيال كليري على موقع Eurohockey.com (الإنجليزية)
- دانيال كليري على موقع HockeyDB.com (الإنجليزية)
- دانيال كليري على موقع Hockey-Reference.com (الإنجليزية)